# Kristian Boland
Kristian Boland (født 25. september 1959 i Aarhus) er en dansk skuespiller/tegnefilmsdubber. Han har bl.a. lagt stemme til Tulio i Vejen til El Dorado, Den Bestøvlede Kat i Shrek 2 og Shrek den Tredje, John Smith i Pocahontas, Cornelius i Tommelise, Dimitri i Anastasia, prins David i Svaneprinsessen, Grum samt biroller i Grumme eventyr med Billy og Mandy, Vejita i Dragon Ball Z, Ken Ichijoiji og Oikawa i Digimon. Butch i Hund og Kat Imellem, Derudover har han spillet med i diverse teaterforestillinger. Kristian Boland er søn af operasanger og sceneinstruktør Holger Boland.
Som Den Bestøvlede Kat er Boland især kendt for at have været en af de første og eneste, der har formået at tale dansk med en realistisk spansk accent, som lå meget tæt op af Antonio Benderas' originale performance.
Kristian Boland er endvidere tilknyttet lydbogsforlaget Momo - Skuespillernes Lydbogsværksted, hvor han har indlæst flere lydbøger.

## Udvalgt filmografi

### Tegnefilm
- 1991: Rejsen til Amerika 2 - Fievel i det Vilde Vestern
- 1994: Tommelise - Prins Cornelius
- 1994: Svaneprinsessen - Prins David
- 1995: Pocahontas - John Smith
- 1997: Anastasia - Dimitri
- 1998: Pocahontas 2: Rejsen til England - John Smith
- 1998: Rejsen til Amerika 3 - Skatten på Manhattan - Guldgal
- 1998: Prinsen af Egypten - Ramses (sang)
- 1999: '’Kongen og jeg - Kongen af Siam
- 2000: Vejen til El Dorado - Tulio
- 2000: Buzz Lightyear - Eventyret begynder - Agent Z, Warp Darkmatter
- 2002: Spirit - Hingsten fra Cimarron - Obersten
- 2003: Sinbad - Legenden fra de syv have - Proteus

### Tv-serier
- 2000: Buzz Lightyear fra Star Command - Agent Z, Warp Darkmatter
- 2003: Dragon Ball Z - Vejita
- 2016: Løvernes garde - Scar (sang)